# Jean-Claude Biver
Pour les articles homonymes, voir Biver.
 (septembre 2018).
Jean-Claude Biver (né en 1949), luxembourgeois de naissance, est un chef d'entreprise de haute horlogerie, ex-président de la division montres du groupe LVMH. Aujourd’hui naturalisé suisse, il a participé au redressement de Blancpain, d’Omega, de TAG Heuer et de Zenith ainsi qu'au redressement de Hublot.

## Biographie

### Jeunesse et adolescence
Né le 20 septembre 1949 d’une mère française et d’un père luxembourgeois, Jean-Claude Biver et sa famille s'installent en Suisse alors qu'il est âgé de dix ans. Avec son frère Marc il est placé dans des instituts suisses. Pendant toute leur scolarité les deux frères vivent avec leur mère près de Lausanne.
Diplômé en 1975 de HEC Lausanne, Jean-Claude Biver s'installe au Brassus, dans la Vallée de Joux.

### Les débuts dans l'horlogerie avec Audemars Piguet puis Omega
Jean-Claude Biver débute chez Audemars Piguet en 1975. Mais il quitte l’entreprise et intègre Omega en 1980 comme responsable de produits. Il démissionne au bout d'un an et revient dans la vallée de Joux en 1981.

### Blancpain
En 1982 Jean-Claude Biver acquiert avec son ami Jacques Piguet, directeur de la manufacture de mouvements F. Piguet, les droits de la marque Blancpain, fabricant de montres traditionnelles à ressort et en perte de vitesse depuis l'avènement de la montre à quartz. Jean-Claude Biver fabrique ce qu’il appelle des « vraies montres : celles qui sont fabriquées par les mains des hommes et qui font tic-tac ». « Depuis 1735, il n’y a jamais eu de montre Blancpain à quartz. Et il n’y en aura jamais ! »  
En 1992, Jean-Claude Biver cède Blancpain au groupe SMH (futur Swatch Group) pour 60 millions de CHF, alors qu'elle avait été acquise pour 22 000 francs suisses. Il rejoint l'équipe de Nicolas Hayek, président de Swatch, tout en dirigeant Blancpain jusqu'en 2003.    

### Retour chez Omega
En 1993, Jean-Claude Biver devient directeur du marketing puis intègre le conseil du groupe Swatch où il exerce différentes responsabilités et devient administrateur délégué chez Omega. 
Jean-Claude Biver relance Omega Speedmaster Professional (la « montre de la Lune »). Pratiquant le celebrity marketing, Omega conclut des partenariats avec des personnalités. En 2004 Biver quitte Omega et reprend Hublot, une entreprise créée en 1980 par Carlo Crocco (qui représentait la marque Blancpain en Italie). 

### Hublot
Jean-Claude Biver prend la tête de Hublot en 2004 et crée l’année suivante la Big Bang. La lunette du boîtier reste inspirée par le hublot d’un navire et la montre combine des matériaux très divers : l’or et le caoutchouc. En 2005, la Big Bang reçoit des prix. Jean-Claude Biver décline le concept. Il devient CEO (Chief Executive Officer) et membre du conseil d'administration de Hublot.
En 2008 Hublot, sans dettes ni capitaux extérieurs, est vendue au groupe LVMH pour 490 millions d’euros.

### Division montres chez LVMH
En janvier 2012, Jean-Claude Biver quitte le poste de directeur général de Hublot tout en restant président. Ricardo Guadalupe lui succède en tant que CEO. Le 1er mars 2014, Biver est nommé président de la division montres du groupe LVMH, qui regroupe les montres Hublot, TAG Heuer et Zenith.
En 2014, Jean-Claude Biver prend la direction de TAG Heuer (TAG pour « Technologie d'Avant-Garde ») fondée en 1860. L’entreprise sera rachetée par LVMH en 1999. Il lance en 2015 une montre connectée, la « Carrera Connected » en s’associant avec Google et Intel. Une Hublot connectée est lancée en 2017. La même année TAG Heuer sort une nouvelle montre connectée, la marque ayant créé une ligne d’assemblage des microprocesseurs à La Chaux-de-Fonds.
En 2017 Jean-Claude Biver devient directeur général de Zenith, fondée en 1865, qui lance une nouvelle version de El Primero commercialisé en 1969 avec affichage au dixième de seconde. En 2017, la marque sort un nouveau mouvement. La pièce en silicium est un mécanisme flexible doté de lames ressort plus fines qu’un cheveu.